# ألفريد دونكان
ألفريد دونكان (10 مارس 1993 أكرا غانا - ) هو لاعب كرة قدم إيطالي، يلعب كلاعب وسط.

## وصلات خارجية
ألفريد دونكان على موقع الاتحاد الدولي (مؤرشف)  (الإنجليزية)
- ألفريد دونكان على موقع الاتحاد الأوربي (الإنجليزية)
- ألفريد دونكان على موقع قاعدة بيانات كرة القدم.إي يو (الإنجليزية)
- ألفريد دونكان على موقع ناشيونال فوتبول تيمز (الإنجليزية)
- ألفريد دونكان على موقع Soccerbase.com (لاعب) (الإنجليزية)
- ألفريد دونكان على موقع Soccerway.com (الإنجليزية)
- ألفريد دونكان على موقع عالم كرة القدم.نت (الإنجليزية)
- ألفريد دونكان على موقع AS.com (الإسبانية)